# Aldo Bumçi
Aldo Bumçi, född den 11 juni 1974 i Tirana i Albanien, är en albansk politiker som var Albaniens justitieminister 2005-2007 i Sali Berishas kabinett. Han var Albaniens utrikesminister 4 april 2013 till 15 september 2013.